# Doom 64
Doom 64 er et computerspil til Nintendo 64 udgivet af Midway Games. Det er den mindre kendte efterfølger til Doom II. Grunden, til at Doom 64 ikke blev så kendt som de andre spil i serien, var, at det kun udkom til Nintendo 64.[kilde mangler]
Doom 64 indeholder sprites med højere opløsning end de to foregående spil.
| computerspil | Spire Denne computerspilsrelaterede artikel er en spire som bør udbygges. Du er velkommen til at hjælpe Wikipedia ved at udvide den. |